# Општина Калацеле (Клуж)
Калацеле (рум. Călăţele) општина је у Румунији у округу Клуж.
Oпштина се налази на надморској висини од 739 m.